# Wilbur Ware
Wilbur Ware, né le 8 septembre 1923 et décédé le 9 septembre 1979, est un contrebassiste américain de jazz. Il est principalement connu pour son style hard bop percutant et sa collaboration avec Thelonious Monk.

## Carrière musicale
Ware est très jeune influencé musicalement par son père adoptif Turner, un révérend qui jouait notamment de la guitare et de la contrebasse. Sous ses conseils, Ware apprend par lui-même à jouer du banjo et lors d'accompagnements à l'église il se forme à divers instruments de musique comme la batterie, le saxophone ou le violon. À partir de 10 ans Turner lui construit une contrebasse et Ware s'y entraine à l'église et dans des groupes amateurs de Chicago. À 14 ans il est employé pour jouer dans une taverne et à seulement 16 ans effectue des enregistrements avec des artistes de blues tel que Big Bill Broonzy.
Après avoir passé plusieurs années dans le Pacifique durant la seconde guerre mondiale il retourne sur la scène jazz de Chicago et ses environs à partir de 1946. Il travaille alors en sideman avec de nombreux artistes comme Stuff Smith, avec le saxophoniste Sonny Stitt et le trompettiste Roy Eldridge ou encore le saxophoniste Jimmy Heath en 1947. Au début des années 1950, Ware travaille pour le trompettiste Oran Page et est aussi sollicité comme bassiste par Clifford Jordan. Entre 1954 et 1955 il effectue des tournées avec Eddie Vinson puis trois années avec le clarinettiste Buddy DeFranco. En 1955 il est appelé pour un concert au Bee Hive à Chicago avec Thelonious Monk, Johnny Griffin, Wilbur Campbell et selon Ware cette rencontre avec Monk fera date dans sa carrière. Malgré le fait qu'à cette période il soit très dépendant à l'héroïne, il rejoint Art Blakey et les Jazz Messengers pour deux mois.
Il est surtout connu pour son travail avec le quatuor de Thelonious Monk en 1957-1958. Ware est remarqué par Riverside par l'intermédiaire de Monk, ce qui lui permettra d'effectuer plusieurs sessions d'enregistrements comme bassiste pour ce label. En 1957, il joue et enregistre durant plusieurs mois à New York avec le quartet de Monk, composé notamment de John Coltrane qui travaillait aussi à cette période pour Miles Davis. En octobre 1957, Riverside demande à Ware d'enregistrer rapidement un album en leader et à son grand étonnement. Il enregistre le 16 octobre 1957 avec ses anciens compagnons de Chicago, John Jenkins (sax. alto), Johnny Griffin (sax. tenor), Junior Mance (piano) et Wilbur Campbell (batterie). L'album, nommé The Chicago Sound contient deux compositions de Ware, Mamma-Daddy et 31st and State ; malgré la qualité de cet album, Ware n'en enregistrera pas d'autre par la suite en tant que leader,. 
A l’exception notable d’une session de six titres produite par le saxophoniste ténor Clifford Jordan pour le label Strata East (la septième des Dolphy series), enregistrée avec Clifford Jordan, le trompettiste Don Cherry et le batteur Ed Blackwell en janvier 1968 et qui ne sera publié que quarante-quatre ans plus tard par le Wilbur Ware Institute en 2012 sous le titre Wilbur Ware Super Bass.
Le 3 novembre 1957, il rejoint Sonny Rollins pour une session d'enregistrements live au Village Vanguard situé au Greenwich Village, une première pour ce célèbre club new-yorkais. Les morceaux interprétés par Ware sont enregistrés en soirée et figurent sur l'album d'origine, A Night at the Village Vanguard.
Ware retourne jouer dans les années 1960 à Chicago et s'installe ensuite dans les années 1970 à Philadelphie, où il décède en 1979 des suites d'un emphysème.

## Discographie

### En leader
| Sortie | Label     | Nom de l'album |
| --- | --------- | --- |
| 1957 | Riverside | The Chicago Sound Mamma-Daddy - 3:53 Body and Soul - 3:15 Desert Sands - 5:28 31st and State - 6:27 Lullaby of the Leaves - 2:57 Latin Quarters - 4:37 Be-Ware - 4:28 The Man I Love - 7:21 |
| 1. Mamma-Daddy - 3:53 2. Body and Soul - 3:15 3. Desert Sands - 5:28 4. 31st and State - 6:27 5. Lullaby of the Leaves - 2:57 6. Latin Quarters - 4:37 7. Be-Ware - 4:28 8. The Man I Love - 7:21 |           | |

### En sideman
| 1. Wee-Jay 2. The Third 3. Bobbie Pin 4. Marc V 5. Ka-link 6. Beauteous |

| 1. Ruby, My Dear - 6:17 2. Trinkle, Tinkle - 6:37 3. Off Minor - 5:15 4. Nutty - 6:35 5. Epistrophy - 3:07 6. Functional - 9:46 |

| Face A 1. Abide with Me 2. Well, You Needn't 3. Ruby, My Dear Face B : 1. Off Minor 2. Epistrophy 3. Crepuscule with Nellie |

| 1. Round Midnight - 8:29 2. Rhythm-a-Ning - 5:19 3. Sweet and Lovely - 7:17 4. Decidedly - 6:37 5. Straight, No Chaser - 7:00 6. I Mean You - 6:53 |

| 1. Old Devil Moon 2. Softly, As in a Morning Sunrise 3. Striver's Row 4. Sonnymoon for Two 5. I Can't Get Started 6. A Night in Tunisia |